# Emil Lindenmann
Emil Lindenmann (* 21. August 1942 in St. Margarethen TG; † 27. Januar 2018) war ein Schweizer Politiker (SVP) und von 1984 bis 2007 Mitglied des Grossen Rats des Kantons Thurgau.

## Leben und Wirken
Emil Lindenmann wurde am 21. August 1942 als letztes von fünf Kindern in St. Margarethen im Hinterthurgau geboren. Nach der Schulzeit, sowie nach Lehr- und Wanderjahren in Frauenfeld und Winterthur gründete er im Jahre 1967 an der Grenzstrasse 7 in Amriswil sein eigenes Unternehmen für Autoelektrik, die Lindenmann Auto Elektro AG. Im Laufe der Jahre erfolgte ein Neubau an der Kreuzlingerstrasse 10 in Amriswil, sowie ein späterer Erweiterungsbau. Nachdem das ortsansässige Druckunternehmen Grob Druck AG über 100 Jahre lang im Familienbesitz war, verkaufte der letzte Besitzer, Theo Grob, aus gesundheitlichen Gründen sein Unternehmen 1993 an die Familien Lindenmann. Lindenmanns Sohn Marcel war bereits im Jahr 1984 als Lehrling in das Unternehmen eingetreten. In den 1980er Jahren hatte das Unternehmen noch über 40 Mitarbeiter; Anfang der 2010er Jahre war nur mehr ein Viertel der damaligen Mitarbeiterzahl angestellt. Nach der Übernahme des Unternehmens folgte in den 2000er Jahren die Gründung des Lindi-Verlags. Bis zu seinem Tod blieb Emil Lindenmann, der im oberen Teil des Firmensitzes lebte, Mitinhaber der Druckerei und Ansprechpartner seines Sohnes in Finanzfragen.
Jahrzehntelang war Lindenmann in der Kommunalpolitik tätig und war dabei 23 Jahre Kantonsrat für die SVP (1984–2007), 14 Jahre Dienstchef Zivilschutz, zwölf Jahre Bankrat, zehn Jahre Ortskommission/Gemeinderat von Amriswil und acht Jahre Richter am Bezirksgericht Bischofszell. Als Politiker setzte er sich dafür ein, dass das Strassenverkehrsamt nach Amriswil gekommen ist. Darüber hinaus war Lindenmann Obmann der Autoelektriker-Lehrabschlussprüfungen, Sektionspräsident der Autoelektriker und Präsident des Unteroffiziersvereins Amriswil sowie Gönner bei den Amriswiler Pistolenschützen im Thurgauer Kantonalschützenverband. Nachdem er im Sommer 2007 seinen Rücktritt vom Grossen Rat eingereicht hatte, wurde er für die restliche Amtsdauer durch Hansjürg Altwegg ersetzt. Am Ende der Legislaturperiode trat Lindenmann im Frühjahr 2008 auch als Bankrat zurück.
Am 27. Januar 2018 starb Emil Lindenmann, dessen Mutter Emma einst 104 Jahre alt geworden war, nach kurzer schwerer Krankheit im Alter von 75 Jahren.

## Privates
Mit seiner Ehefrau Hanni, die er 1965 geheiratet hatte, hat er die drei Kinder Guido, Marcel und Daniela, die in die Fussstapfen ihres Vaters traten und heute allesamt selber Gewerbebetriebe führen. Zum Zeitpunkt seines Todes war Lindenmann fünffacher Grossvater.